# Ocuviri (distrito)
Ocuviri é um distrito do departamento de Puno, localizada na província de Lampa, Peru.

## Transporte
O distrito de Ocuviri é servido pela seguinte rodovia:
- PU-136, que liga a cidade de Santa Lucía ao distrito
- PU-124, que liga a cidade de Juliaca ao distrito de Llalli [1][2][3]